# Hồ Đắk Minh

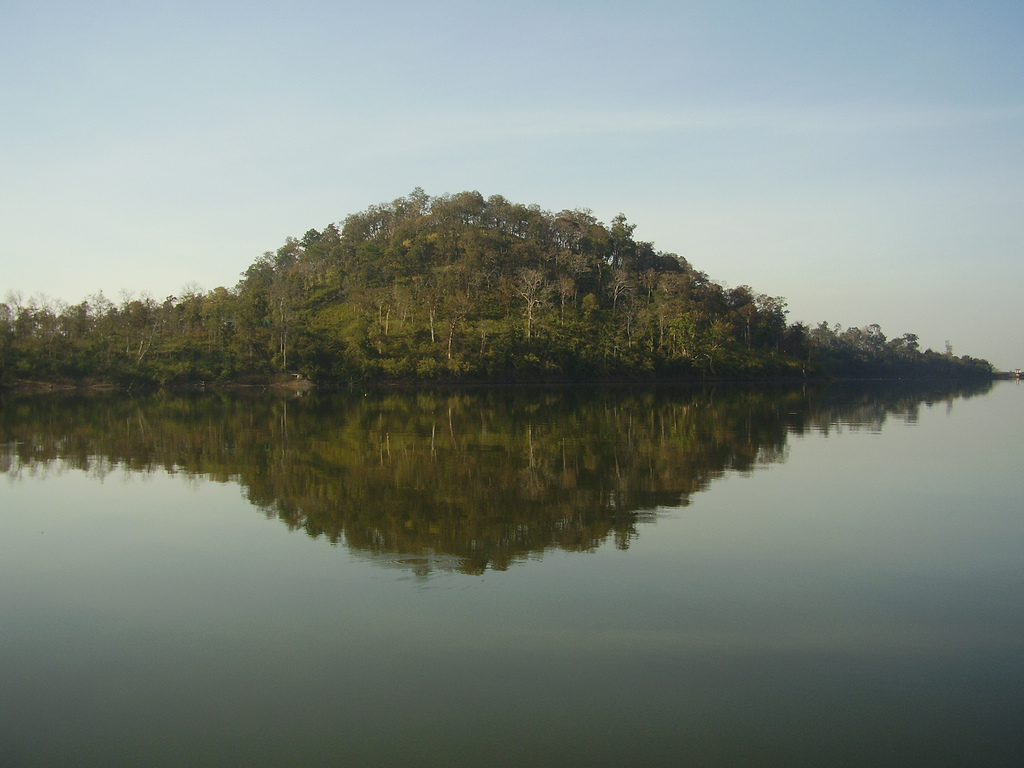
Khu vực lòng hồ

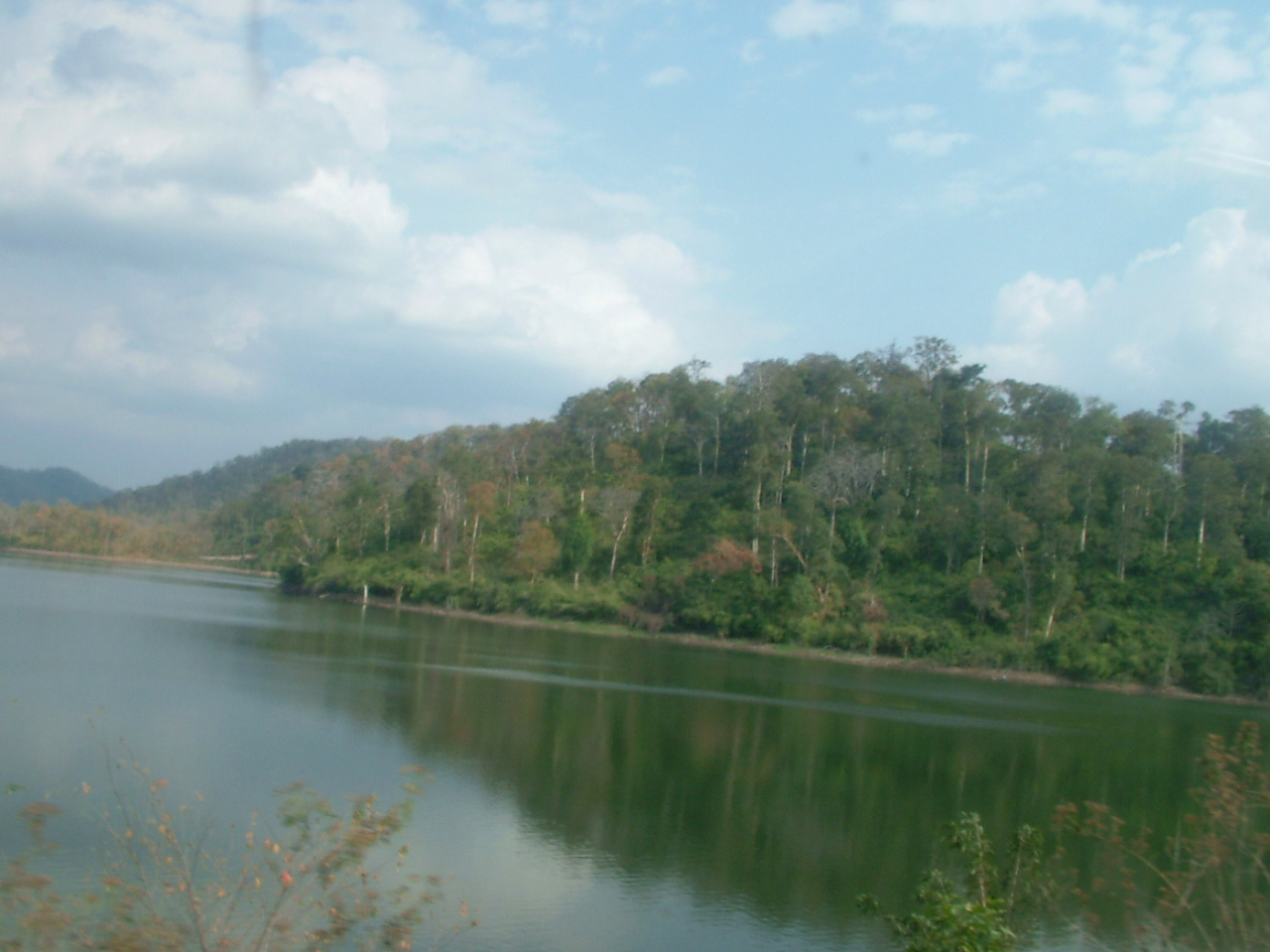
Hồ Đắk Minh nhìn từ tỉnh lộ 1

Hồ Đắk Minh là một hồ chứa thủy lợi thuộc địa bàn xã Krông Na, huyện Buôn Đôn, tỉnh Đắk Lắk. Hồ nằm cách Bản Đôn khoảng 5 km về hướng Ea Súp. Hồ được hình thành do chặn dòng suối Đắk Minh, có diện tích khoảng 129,3 ha.
Xung quanh hồ có những cánh rừng nguyên sinh trùng điệp có thể tổ chức các loại hình du lịch dã ngoại, nghỉ dưỡng, đặc biệt là các tour cưỡi voi đi chơi trong rừng khộp, xem biểu diễn cồng chiêng, đốt lửa trại... Hiện tại đây là một khu du lịch có quy mô lớn tại Đăk Lăk do Công ty Cao su Đăk Lăk đầu tư khai thác.